# 班頓
班頓是馬來民族社會中的一種詩歌，通常是由四行組成一首，少数诗歌则由六行和八行组成。

## 簡述
馬來班頓最初是以口傳流布於民間，在馬來語中是「諺語」之意，故每首馬來班頓都具有啟發性或諷刺调侃之意味。至今班頓仍可在马来西亚找到，并列入教科书内。馬來人的言談中、宴會慶或者歌唱舞蹈和朗誦會上都缺少不了班頓。

## 押韻
班頓的押韻有嚴格的規定，遇到四行一首的班頓，其第一與第三行的最後一個字音要押同韻，第二和第四行的最後一個字音也是同韻。六行一首的班頓，是一、四，二、五和三、六行的最後一個字音同韻。八行一首的班頓是一、五，二、六，三、七，和四、八行同韻。

## 內容
在四行班頓詩中，前兩行為一組，後兩行為一組。有人認為班頓詩的意思僅看最後兩句即可，有人認為前兩句為一個意思、後兩句為一個意思，也有人認為前兩句是後兩句的伏筆、應該要四個句子一起看才完整。目前也有種說法是端看每首班頓詩而有不同的解讀方法。
1. ↑  廖裕芳（2011），《馬來古典文學史》，北京市，昆侖出版社